# Джурі Аделіна Антонівна
Аделіна (Аделаїда) Антонівна Джурі (нар. 9 квітня 1872, Каїр — пом. 23 грудня 1963, Москва) — балерина, педагогиня-хореографка. Заслужена діячка мистецтв РРФСР (1945 рік).

## Біографія
Італійка за походженням, вона народилася 1872 року в Каїрі. У 1885 році з батьками приїхала до Російської імперії.
Почала займатися балетом вдома під керівництвом педагога Хосе Мендеса, який був одружений з її сестрою, потім вступила до Московського театрального училища в його ж клас.
1891 року Аделаїда дебютувала у Большому театрі в партії Есмеральди в однойменному балеті (балетмейстер Мендес), але невдовзі виїхала до Італії та два сезони виступала в театрі «Ла Скала».
Мала грандіозний успіх у Лондоні.
1894 року повернулася до Москви, де знову виступала в трупі Большого театру, де працювала до 1903 року.
Танець Джурі відрізнявся легкістю, граціозністю і разом з тим стрімкістю, силою, віртуозним блиском. Однак цьому стилю властива була химерна холодність, уникнення емоційності, чим деколи докоряли балерині, при тому що відзначалася її техніка: вона впевнено виконувала повне фуете в 32 оберти, чого російські балерини тоді ще не вміли. Аделаїда Джурі відразу зайняла на московській сцені лідерські позиції

юна Павлова уважно спостерігала з-за лаштунків за італійською танцюристкою. Павлова зазначила, що довгу і важку варіацію піццикато на пуантах Джурі виконала дуже чітко. Балерина ніби завмирала на пуантах, а потім в коді, наприкінці варіації, робила високі стрибки.

У 1903 році через невдале падіння і отриману в результаті цього травму Аделаїда Джурі змушена була залишити сцену і почала педагогічну роботу. Викладала в студії ім. Ф. І. Шаляпіна, школі сценічного танцю («Острів танцю») Центрального парку культури і відпочинку ім. М. Горького (Москва). У 1926—1947 рр. працювала педагогинею Московського хореографічного училища.

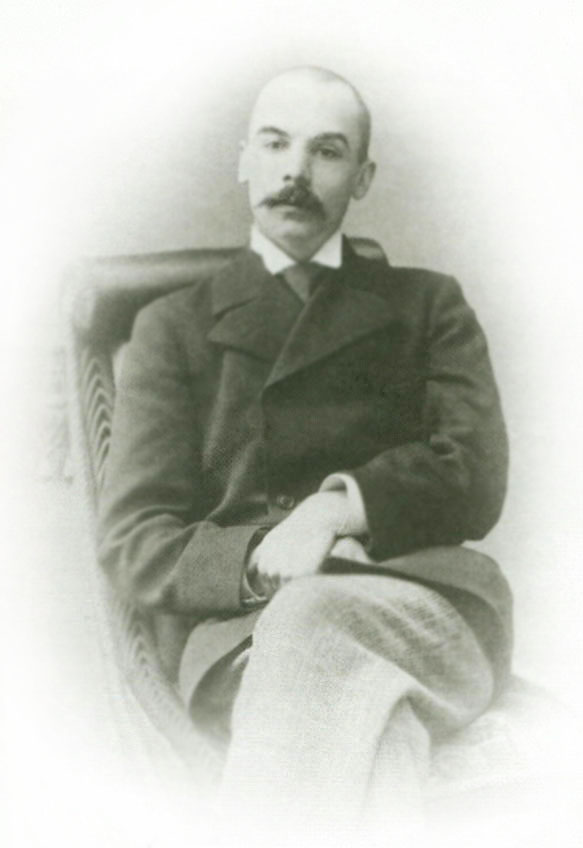
Олександр Андрійович Карзинкін.
Світлина із зібрання В. А. Телешова

Була одружена з Олександром Карзинкіним, археологом і нумізматом, благодійником, членом Ради Третьяковської галереї, сином одного з найбагатших російських купців і меценатів А. О. Карзинкіна. Карзинкіни увійшли до десятки найбагатших купецьких родин Російської імперії після приєднання в 1873 році середньоазіатських земель, де текстильні фабриканти спорудили 12 бавовноочисних заводів і влаштували бавовняні плантації.

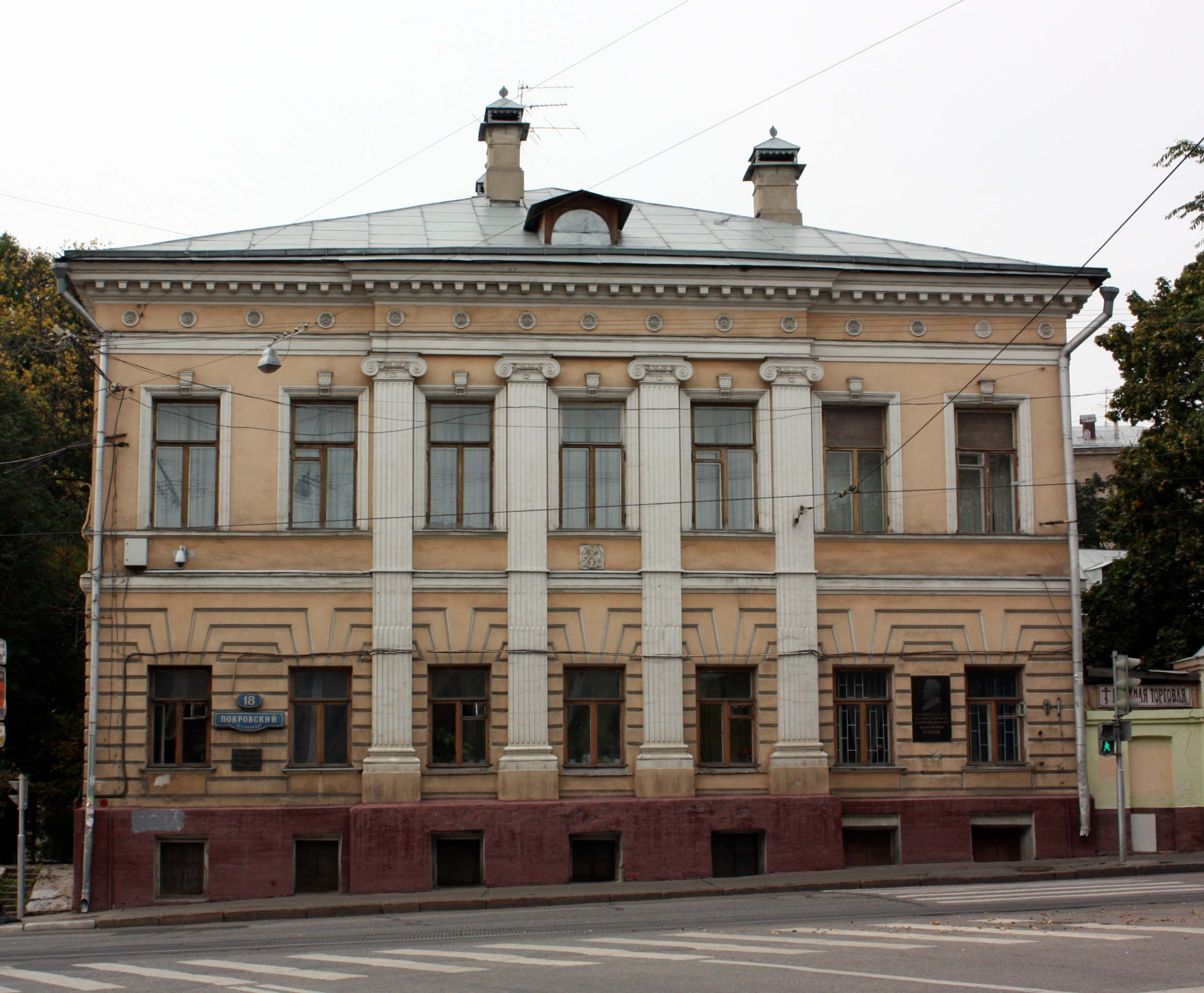
Будинок Телешова. Сім'я нащадків Телешових-Карзинкіних живе в цьому будинку до цих пір. Тут багато років знаходиться МГО ВООПІіК. Покровський бульвар кут Подколокольного провулка.

Ще в 1818 році прадід Олександра Андрійовича, А. С. Карзинкін, викупив будинок, який належав родині Федора Толстого на Покровському бульварі. У будинку жили всі покоління цієї гілки великої родини Карзинкіних.
У цьому будинку на другому поверсі і проживала А. Джурі з чоловіком і дочкою. Подружжя Карзинкіних товаришувало з подружжям Шаляпіних, та іншими відомим людьми того часу.
Нижній поверх займала рідна сестра А. А. Карзинкіна художниця Олена Андріївна спочатку Карзинкіна, потім Телешова зі своїм чоловіком — письменником, засновником і першим довголітнім директором музею МХАТ Миколою Дмитровичем Телешовим. Там по середах, протягом кількох років, у 1899—1916 роках, збиралася московська творча інтелігенція на літературні вечори, які отримали назву «Середовище».
Після 1917 року все це багатство було націоналізовано, господарям залишили лише кімнату; це називалося «ущільненням».
Коли закривали в 1928 році Храм Трьох Святителів на Кулішках, подружжя Телешових, Олександр та Аделаїда (Аделіна) Карзинкіни першими поставили свої підписи на документах на захист храму.
Дочка — Софія (1903 — ?), бібліотекарка, бібліографка (1935—1958) Інституту світової літератури ім. О. М. Горького.
Померла Аделаїда (Аделіна) Карзинкіна 23 грудня 1963 року. Похована на Введенському кладовищі.

## Партії
- Есмеральда,"Есмеральда" хореографія Мендеса за М. Петіпом
- 6 січня 1890 рік — «Танцюристи мимоволі» композитора Маковца, вперше поставленому в 1818 році і відновленому балетмейстером В. Д. Тихомировим як зразок старовинного балету — Жульєтта
- «Зірки» — Клермонд
- «Брама» — Падмана
- 1894 рік — «Жізель» Ш. А. Адана, балетмейстер М. Петіпа — Жізель
- 20 лютого 1897 рік — «Фея ляльок» композитора В. Баєра, балетмейстер Хосе Мендес — Фея ляльок (перша виконавиця в Росії)
- 1898 рік — «Пері» Ф. Бурґмюллера — Пері
- 1899 рік — «Спляча красуня» П. І. Чайковського, балетмейстер О. О. Горський з хореографії М. Петіпа — Аврора
- 23 січня 1900 рік — «Раймонда» О. К. Глазунова, балетмейстери О. О. Горський і В. М. Хлюстин — Раймонда (перша виконавиця).
- 24 січня 1901 рік — «Лебедине озеро» П. В. Чайковського, нова постановка, балетмейстер О. О. Горський — Одетта-Оділлія (перенесення петербурзької постановки; перша виконавиця постановки в Москві)
- 25 листопада 1901 рік — «Коник-горбоконик» Ц. Пуні, балетмейстер О. О. Горський з хореографії А. Сен-Леона — Цар-дівиця (перша виконавиця нової постановки)
- 1903 рік — «Даремна обережність» П.-Л. Гертеля — Ліза
- «Дочка фараона» Ц. Пуні, балетмейстери Л. М. Гейтен, М. Ф. Манохін з хореографії Маріуса Петіпа — Аспіччія
- «Коппелія» Лео Деліба, балетмейстер Й. Гансен, з хореографії А. Сен-Леона — Сванільда.
- Корсар Ш. А. Адана, балетмейстер О. М. Богданов з хореографії М. Петіпа — Медора